# Where It All Begins
Where It All Begins es un álbum de estudio de la banda de rock estadounidense The Allman Brothers Band. "No One to Run With" obtuvo gran radiodifusión en las emisoras especializadas en el género AOR, mientras que "Soulshine", escrita por Warren Haynes se convirtió en una de las favoritas en los conciertos. En 1998, el álbum logró la certificación de diso de oro. Sin embargo, la recepción de la crítica no fue la mejor. Fue el último álbum de estudio de la banda con el guitarrista original Dickey Betts.

## Lista de canciones
1. "All Night Train" (Gregg Allman, Warren Haynes, Chuck Leavell) – 4:04
2. "Sailin' 'Cross the Devil's Sea" (Allman, Haynes, Allen Woody, Jack Pearson) – 4:57
3. "Back Where It All Begins" (Dickey Betts) – 9:12
4. "Soulshine" (Warren Haynes) – 6:44
5. "No One to Run With" (Dickey Betts, John Prestia) – 5:59
6. "Change My Way of Living" (Dickey Betts) – 6:15
7. "Mean Woman Blues" (Dickey Betts) – 5:01
8. "Everybody's Got a Mountain to Climb" (Dickey Betts) – 4:01
9. "What's Done Is Done" (Gregg Allman, Allen Woody) – 4:09
10. "Temptation Is a Gun" (Gregg Allman, Jonathan Cain, Neal Schon) – 5:37

## Créditos
- Gregg Allman – órgano, voz
- Dickey Betts – guitarra, voz
- Warren Haynes – guitarra, voz
- Allen Woody – bajo
- Jai Johanny Johanson – batería, percusión
- Butch Trucks – batería
- Marc Quiñones – percusión